# Ojczyzna dla Wszystkich
Ojczyzna dla Wszystkich (hisz. Patria para Todos) – centrolewicowa i demokratyczno-socjalistyczna partia polityczna w Wenezueli. 

## Historia
PPT rozstała założona przez rozłamowców z La Causa Radical w 1997. Ugrupowanie uczestniczyło w platformie wyborczej Hugo Cháveza. W 2000 wystąpiła z koalicji. Mimo separacji od rządu Chaveza, PPT nie sprzymierzyła się z opozycją parlamentarną, w 2002 ponownie rozpoczęło współpracę z rządem, wstępując do „Bloque del Cambio”. Partia nie przystąpiła do projektu Hugo Cháveza - utworzenia nowej partii PSUV, w celu zgromadzenia wszystkich prorządowych partii w jednej formacji.
W ostatnich wyborach parlamentarnych 26 września 2010, partia zdobyła 2 ze 165 mandatów w Zgromadzeniu Narodowym.